# 小勝島
小勝島（こかつじま）は、徳島県阿南市橘町にある架橋された離島である。

## 概要

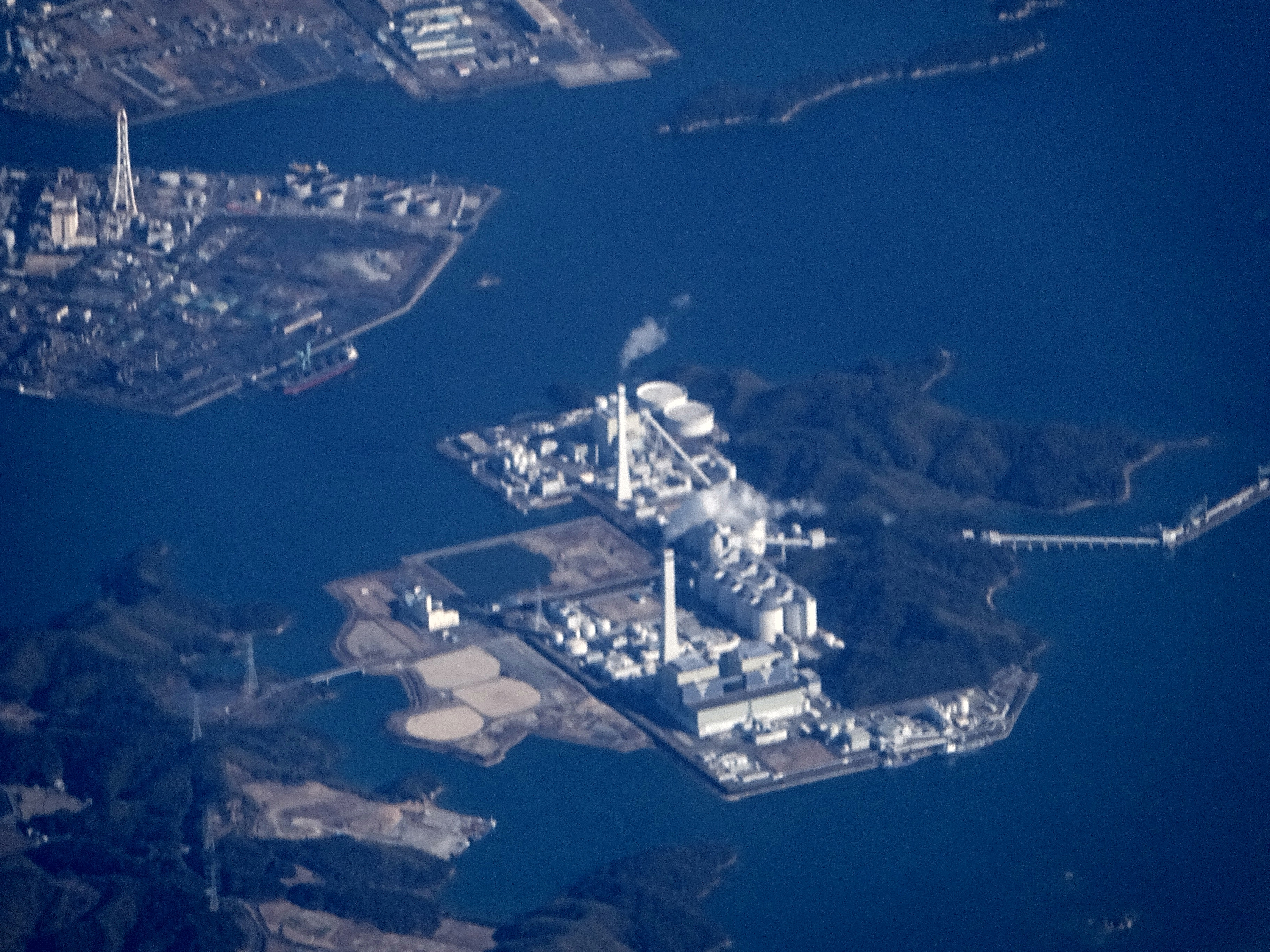
上空から撮影（2020年）

阿南市の橘湾内にある島で、全域が阿南市に属する。最大標高は76 m。島内は主に山岳で、樫や山桃、松などが繁茂する。
島の東方700 mには高島があり、海洋からの風を和らげている。
島の西側の埋め立て地には、四国電力橘湾発電所と電源開発橘湾火力発電所がある。2014年には新たにごみ処理施設が稼働した。
1945年に海軍第6特攻戦隊第22突撃隊がおかれた。

## 交通
- 阿南市街とは徳島県道288号小勝島公園線（橘マリンブリッジ）で結ばれている。

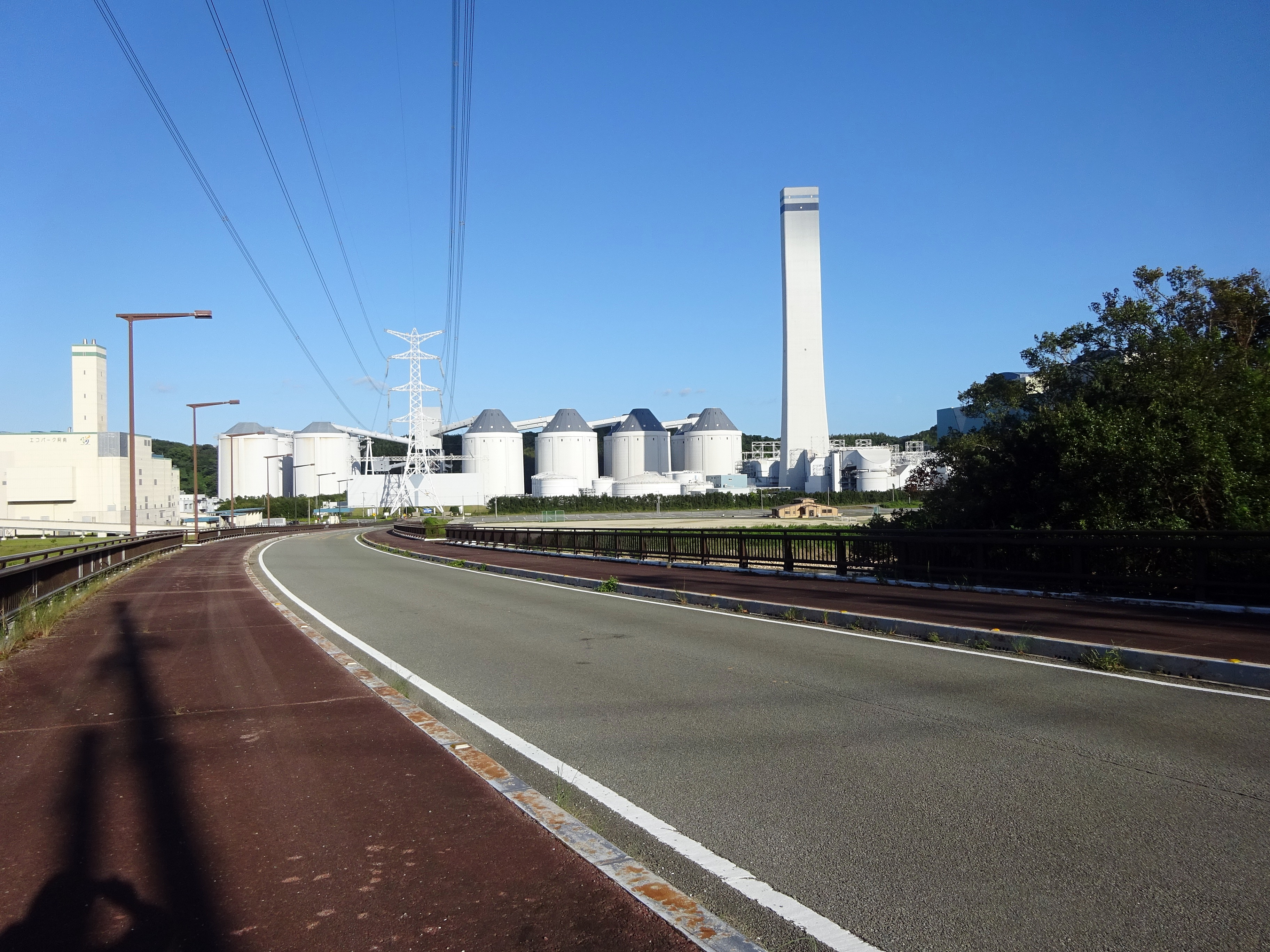
橘マリンブリッジ

## 主な施設
- 四国電力橘湾発電所
- 電源開発橘湾火力発電所
- エコパーク阿南